# 卡尔曼 (阿拉巴马州)
卡尔曼（英文：Cullman），是美国阿拉巴马州下属的一座城市。面积约为19.38平方英里（约合50.18平方公里）。根据2010年美国人口普查，该市有人口14,775人，人口密度为762.5/平方英里（约合294.44/平方公里）。